# Assassinat de Francina Castelltort i Riba
Francina Castelltort i Riba (Igualada, 1956 – Igualada, 31 d'octubre de 2006) va ser una política catalana, militant de Convergència Democràtica (arribà a ser-ne la presidenta comarcal) i regidora de cultura d'Igualada. Castelltort fou assassinada el vespre del 31 d'octubre de 2006 a Cal Truco, la casa pairal de la família ubicada al Carrer d'Òdena 39 d'Igualada que en aquell moment es trobava en un procés de reforma. El programa Crims de Catalunya Ràdio, presentat per Carles Porta, ha dedicat un programa a aquest cas.
Castelltort era una persona molt coneguda i influent a la ciutat. També estava involucrada en el teixit associatiu igualadí i formava part d'entitats culturals i religioses. Lliurada al servei de la comunitat, Francina Castelltort era la filla petita de l'empresari igualadí Josep Castelltort Ferrer “Truco”, molt vinculat a activitats culturals, especialment cinema, de la ciutat d'Igualada. Francina Castelltort va formar part del grup d'igualadins que va fundar Convergència Democràtica de Catalunya. Va ser en dos mandats diferents regidora de l'ajuntament i del 1996 al 2000 assessora de l'alcalde Josep Maria Susanna. Mentre va ser a l'ajuntament el seu despatx va restar obert a qualsevol igualadí que tingués un problema. A banda de la militància política, estava vinculada als moviments veïnals. En el moment de la seva mort formava part de l'associació de Veïns dels carrers Santa Caterina, Carme i Travessies. En el terreny cultural, seguint la petja del seu pare, Francina Castelltort va col·laborar amb la Unió Cinematogràfica Igualadina, i participà en diverses filmacions. Era membre de Creu Roja Anoia i una entusiasta de l'Antic Gremi de Traginers d'Igualada, del qual, seguint la tradició familiar, n'era un membre actiu i va participar en moltes edicions dels Tres Tombs d'Igualada. Dotada d'un caràcter alegre i obert, era una persona molt apreciada a la ciutat, fins i tot pels seus adversaris polítics.

## Cronologia

### L'assassinat
Aquell dimarts era vigília de Tots Sants i jornada de reflexió de la campanya electoral de les eleccions al Parlament de Catalunya de 2006, que les acabaria guanyant Artur Mas amb Convergència i Unió; Castelltort participà activament en aquella campanya com a membre de Convergència Democràtica de Catalunya. Va sortir del seu domicili del Passeig Mossèn Cinto Verdaguer d'Igualada a tres quarts de cinc de la tarda per anar a fer dues compres, una a l'establiment de NaturHouse a la Rambla de Sant Isidre i una altra en una òptica del Passeig Verdaguer, per a comprar-se unes ulleres que volia estrenar l'endemà mentre feia d'apoderada en el col·legi electoral situat a la Biblioteca Central d'Igualada. Després tenia previst reunir-se amb els companys del partit per a preparar la jornada electoral de l'endemà.

El seu marit i el seu fill Llull tenien previst assistir al partit de la Lliga de Campions entre el FC Barcelona i el Chelsea FC al Camp Nou. Per això en sortir de casa es van acomiadar fins a la nit. 
“Vindré tard segurament, perquè avui tenim molta feina al partit” digué Francina Castelltort a la seva família aquell 31 d'octubre.
Segons el cronograma elaborat pels Mossos d'Esquadra, avalat per les declaracions dels testimonis, efectivament Francina Castelltort va arribar una mica abans de les cinc de la tarda a NaturHouse on va fer una compra per valor de 42 euros. A continuació va baixar per la Rambla Sant Isidre fins a la cantonada amb el carrer Òdena, amb la intenció de pujar pel carrer Sant Josep fins al Passeig Verdaguer, on hi havia l'òptica.
A la porta de la llibreria Jordana es va trobar amb una amiga amb qui va xerrar uns moments i quan s'acomiadaven es va trobar al també company de partit i futur batlle d'Igualada, Marc Castells, que es dirigia al Cafè de Silvano per a prendre un cafè, com feia cada tarda.
En una decisió que acabaria costant-li la vida, Francina Castelltort va decidir variar el seu itinerari previst i, en lloc d'anar cap al Passeig pel carrer de Sant Josep, va optar per pujar pel carrer d'Òdena tot parlant amb Marc Castells i avançant algunes de les propostes que portarien a la reunió preparatòria de la jornada electoral de l'endemà, on tenien previst d'assistir-hi tots dos. Marc Castells i Francina Castelltort es varen separar a la porta del Cafè de Silvano quan passaven sis minuts de les cinc de la tarda. Ella, segons tots els testimonis, va seguir per la mateixa vorera en direcció al Passeig Verdaguer. Aquest itinerari la feia passar per davant de l'immoble de la seva propietat, Cal Truco, situat al carrer d'Òdena número 39, on els paletes havien acabat la feina i ja només els quedava retornar l'única clau existent de la finca.
Del que va passar a partir d'aquell moment només se'n poden fer hipòtesis, però segons les actes judicials i els informes dels perits se'n poden formular unes quantes. El que és segur és que Francina Castelltort va veure la porta de l'edifici oberta. També és segur que ella no en tenia la clau. L'única clau de l'edifici estava en poder de l'empresa de construcció i reformes de Pere Busqué, de Santa Margarida de Montbui, que era precisament la que havia realitzat les obres de restauració de l'antiga casa familiar dels Castelltort. Queda clar que la porta del carrer estava oberta i no ho havia d'estar, car els paletes havien acabat la feina aquell mateix dia al matí. Està provat que entre la porta de la casa i la porta del carrer (un espai de vuit metres quadrats) hi havia a terra una pica de marbre que en cap cas havia de ser-hi, ja que té un considerable valor econòmic i familiar. Que fos a terra, a dos metres del carrer i amb les dues portes de la casa obertes, només podia fer pensar que algú intentava furtar la peça. Segurament que això va fer que entrés decidida a veure què estava passant a la casa de la seva propietat. No s'ha escatit què va passar exactament a partir d'aquell moment, però abans d'un quart de sis de la tarda, Francina Castelltort va patir una agressió mortal.

### Troballa del cadàver
Sebastià Múrcia i Figuerola, espòs de Francina Castelltort, al voltant de dos quarts de set de la tarda i tal com tenia previst, va marxar a Barcelona en companyia del seu fill Llull per anar a veure el partit de futbol. Després del partit es varen quedar a sopar a Barcelona i al voltant de la una de la matinada eren a casa seva, al Passeig Verdaguer número 14. No es varen estranyar que Francina no hagués tornat encara. Era habitual que les reunions de partit es perllonguessin fins tard i en vigília d'eleccions encara més.
Múrcia es va despertar al voltant de les sis del matí de l'1 de novembre i, en veure que la seva dona no havia tornat encara a casa, es va inquietar. La va trucar repetidament al telèfon mòbil però no va obtenir resposta. Va trucar a alguns companys de partit de la seva dona, però li varen dir que no havia assistit a la reunió. Va témer un segrest i abans d'anar a la policia a denunciar la desaparició de la seva dona, va passar pels caixers de Caixa Catalunya i La Caixa per veure si hi havia moviments de diners que poguessin fer pensar en una retenció contra la seva voluntat amb l'objectiu d'obtenir-ne diners. De La Caixa al seu domicili havia de passar per davant de la casa del carrer Òdena número 39. En fer-ho va veure la porta del carrer i la del cancell obertes i una pica de ceràmica antiga a terra. Va entrar-hi, va cridar a la seva dona però es va trobar les portes dels pisos tancades amb clau i no hi va poder entrar.
Quan ja no sabia on buscar, va donar part de la desaparició als Mossos d'Esquadra, que un cop descartat que hagués patit un accident o estigués ingressada en un centre sanitari o registrada en algun hotel, varen iniciar la recerca. Un dels primers llocs on es va buscar va ser a l'immoble del carrer Òdena, sempre acompanyats de Sebastià Múrcia. Varen anar obrint totes les habitacions de la casa fins que en una del primer pis, tancada des de fora i amb les finestres tancades per dins, va aparèixer el cos sense vida de Francina Castelltort. Estava estirada a terra, de bocaterrosa, vestida amb la mateixa roba que duia en sortir de casa el dia anterior i amb diversos cops al cap, efectuats amb un objecte contundent. Un bassal de sang al voltant del cap corroborava la mort violenta. Al voltant del cadàver es veien dos jocs de petjades paral·leles: les de la mateixa Francina Castelltort i les que posteriorment serien identificades com les d'Ivan Mantas, un dels paletes que havia treballat a la casa i el mateix que, segons les seves declaracions als Mossos d'Esquadra, va tenir les claus en el seu poder fins a tres quarts de sis de la tarda del dia del crim.
A partir de la troballa del cadàver varen començar les investigacions que es perllongarien al voltant de cinc mesos. El cas va passar al Jutjat d'Instrucció número 5 d'Igualada. Els investigadors varen trobar un petita taca de sang a la roba d'Ivan Mantas, tot i que la roba havia estat rentada el mateix dimarts per la mare del paleta, que havia fet una maquinada expressa per rentar les quatre peces de roba que duia el seu fill aquell dia. Curiosament el dijous següent no havia d'anar a treballar, ja que l'empresa Busqué no li tenia cap feina encomanada i Mantas hi treballava de forma ocasional. La taca de sang s'havia transferit també a la furgoneta de l'empresa, l'últim conductor de la qual va ser precisament Mantas.

### Fase judicial
Poques setmanes després del crim, Mantas fou acusat formalment de la mort de Francina Castelltort Riba i, malgrat les reiterades peticions de llibertat provisional del seu advocat, Jordi Claret, la jutgessa titular del jutjat número 5 d'Igualada, Marta Forcada, el va mantenir a la presó fins al judici que va tenir lloc dos anys després a l'Audiència de Barcelona, pel sistema de jurat popular.
La família Múrcia-Castelltort va encarregar el seguiment del cas i l'acusació particular al gabinet igualadí Font, que durant els dos anys d'instrucció va demanar als Mossos totes les proves pericials que va considerar oportunes. Per part del departament de Justícia de Catalunya, es va encomanar el seguiment i l'acusació a la fiscal titular, que durant dos anys es va oposar a la posada en llibertat provisional de l'acusat, malgrat les reiterades peticions fetes per l'advocat, Jordi Claret, que defensava "que les proves contra el meu client, són circumstancials”.
El Ministeri Fiscal i la Policia deien el contrari: només Mantas va tenir ocasió de causar la mort a Francina Castelltort. Quan l'Audiència de Barcelona, el juny del 2008, va citar les parts per a la celebració del judici amb jurat popular, previst per al mes d'octubre, els advocats igualadins varen recomanar a la família Múrcia Castelltort la contractació d'un altre advocat, especialitzat en judicis amb jurat popular, ja que el consideraven més adient per a tirar endavant l'acusació. Es va triar Jordi Pina i Massachs, qui efectivament tenia molta experiència, però que es va topar amb la dificultat d'haver d'entrar a estudiar tot l'expedient en molt poc temps, un expedient que almenys tenia 17.000 folis amb desenes de proves pericials, i moltíssims testimonis, d'una i altra part. A més, amb l'agost entremig i havent de portar altres casos. Just quinze dies abans de començar el judici, la fiscal titular va agafar la baixa per maternitat i el cas va quedar adscrit a un altre fiscal que, a tenor del que es va veure durant el judici, no havia tingut temps d'estudiar a fons el cas. La defensa, en canvi, la va portar el mateix advocat, Jordi Claret, que havia estat present en les proves pericials i que havia assessorat Mantas durant els interrogatoris als quals va ser sotmès.
Davant dels nou membres del jurat, cinc homes i quatre dones, varen anar passant-hi durant cinc dies els diferents testimonis de la causa contra Ivan Mantas, amb alguns canvis de declaració respecte el que havien dit davant dels Mossos d'Esquadra, i que ningú no va denunciar. Tot i això en el judici va quedar clar que les úniques claus existents de la finca havien estat en poder d'Ivan Mantas fins a tres quarts de sis de la tarda i que aquestes no van ser lliurades a Sebastià Murcia, el marit de Francina Castelltort, fins passat un quart de set. També va quedar clar que, uns dies abans del crim, Mantas va convidar Jéssica L. G., la noia que festejava amb ell, a veure l'interior de Cal Truco, la casa que s'estava reformant, amb totes les peces d'art que hi havia. Durant el judici Jéssica L. G. va declarar que havia comentat que li agrada molt una pica de ceràmica, molt antiga i artística, la mateixa pica d'uns set o vuit quilos de pes que, el dia del crim, algú havia deixat a la porta, a punt de carregar en un vehicle. Evidentment, Ivan Mantas no tenia cap dret a deixar entrar persones alienes a la finca on hi feia treballs esporàdics. Aquest extrem no va inquietar ningú durant la vista del judici.
Un que va canviar d'opinió, sense que se’n coneguin els motius, va ser Francisco V., un company de treball de Mantas que durant les investigacions policials va declarar que el paleta havia arribat a Montbui (amb la furgoneta de l'empresa i les claus del carrer Òdena) a tres quarts de sis o les sis, i que, en canvi, durant el judici va dir que havia arribat a un quart de sis. L'hora és un aspecte crucial per situar o no Mantas en el lloc del crim i a l'hora del crim.
Finalment el jurat va absoldre Ivan Mantas per manca de proves, i després de dos anys de presó preventiva va sortir lliure. En la mateixa sentència es declara que “no queda acreditat que la clau de l'habitatge que va ser entregada per la família Castelltort a l'empresa encarregada de fer les feines de construcció -en possessió de l'acusat- fos l'única clau existent i, per tant, fos aquella la que s'utilitzés per tancar la porta després de la mort de Francina Castelltort”.
La sentència recorda en aquest mateix primer punt que en presentar la prova es va posar de manifest que els panys de claus tan antigues es poden obrir amb un rossinyol o claus coincidents.
El segon punt de la sentència afirma que “està provat que la víctima va arribar a l'habitatge a les 17.20, i no abans de les 17.15”.
El punt següent especifica que no hi ha cap prova que a aquesta hora (a partir de les 17.15) l'acusat estigués encara a l'obra (per diferents testimonis coincidents).
El quart punt de la sentència determina, davant la possibilitat que l'homicidi es cometés cap a les 17.30, “que la dependenta de la botiga situada sota l'edifici assegura haver sentit un cop fort cap aquella hora”, un testimoni compatible amb la prova pericial forense i de l'autòpsia.
Així, al punt 5 es reitera que “no s'ha acreditat que l'acusat i la víctima haguessin coincidit al mateix lloc en el moment dels fets”, i tampoc no s'ha acreditat clarament que “la imperceptible taca de sang apareguda al seient del conductor fos traslladada fins allà, des del lloc dels fets, per l'acusat”.
Per aquests punts, el Tribunal entén que l'acusat era no culpable. La sentència conclou que tal com ja es va pronunciar verbalment en acabar el judici oral, en llegir el veredicte de no culpabilitat, Ivan Mantas queda absolt del delicte d'assassinat del que se l'havia acusat.
Tot i que la família va recórrer el veredicte del jurat, el TSJC va confirmar el gener de 2010 la sentència absolutòria de Mantas, que fou exculpat del delicte d'assassinat amb traïdoria i acarnissament per manca de proves. La fiscalia va demanar el maig de 2009 que es repetís el judici.

### Demanda de reobertura
Deu anys després de l'assassinat, el 2016, l'entorn de la víctima volia fer pressió per tal de reobrir el cas, ja que consideraven que no es van prendre en consideració proves clau i qüestionaven el jurat popular que va participar en la vista. Francina Gabarró, portaveu de la família, reconeixia que “és complicat”, perquè no van poder presentar cap més recurs.
L'única via judicial oberta era recórrer al Tribunal de Justícia Europeu, però ho descarten perquè són processos “caríssims i molt llargs”. Gabarró creia que hi hauria possibilitats si “algun jutge el vol reobrir “o si presenten “alguna altra prova”.
Francina Gabarró lamentava que es van acceptar dos testimonis de familiars com a coartada que situaven el paleta en un altre lloc a l'hora dels fets. “Ja no ens van acceptar com a proves les restes de sang ni les petjades en paral·lel de la Francina i aquest treballador.”
La portaveu de la família afegí que “el judici amb jurat popular” no els va ajudar “gens”. “Aquesta gent no en tenia ni idea, al tribunal popular li va costar trobar una persona que escrivís i llegís amb cara i ulls”.